# Tielrode
Tielrode est une section de la commune belge de Temse située en Région flamande dans la province de Flandre-Orientale. C'était une commune à part entière avant la fusion des communes de 1977.

## Démographie

### Évolution démographique
- Sources : INS, Rem. : 1831 jusqu'en 1970 = recensements, 1976 = nombre d'habitants au 31 décembre[2].

## Histoire
Les découvertes les plus anciennes datent de la période gallo-romaine, notamment des puits en bois. La première mention du village date de 860, une partie de Tielrode était la propriété monastique de l'abbaye de Lobbes.
Lors de la fusion des communes belges fin 1976, le village, comme Steendorp et Elversele, est devenu une section de Temse.